# Guillaume de Barton
Guillaume de Barton  (mort en 1520) fut évêque élu de Limoges de 1510 à 1512 puis évêque de Lectoure de 1512 à 1513.

## Biographie
Guillaume de Barton ou de Barthon est abbé commendataire de l'abbaye de Solignac docteur in utroque jure et doyen du chapitre de chanoines de Limoges lorsqu'il est élu évêque du diocèse le 25 novembre 1510 par ses pairs.Toutefois il doit céder les « droits à la succession » au siège épiscopal qu'il détenait de son frère et prédécesseur l'évêque Jean de Barton II (1486-1510) lui-même successeur de leur oncle Jean de Barton Ier (1457-1486) au cardinal René de Prie qui en contrepartie lui rétrocède ses propres droits sur l'évêché de Lectoure où il avait été nommé. Il siège peu car il se démet dès 1513 en faveur de son propre neveu le fils de son frère Bernard de Barton vicomte de Montbas nommé également Jean de Barton.Il serait mort en odeur de sainteté en 1520